# Маузер 98
Маузер 98 (Mauser 98) је била Немачка пушка репетирка коју је 1898. године конструисао Паул Маузер, ова пушка је уједно била његов најуспешнији пројекат. 
Пушка се показала као веома поуздана, издржљива,једноставне конструкције, а од 1898. па до данас је произведено преко 100 милиона пушака на бази система М98, како спортских тако и војних модела.
Маузер 98 се користила током првог и Другог светског рата као и у многим другим сукобима широм света. Током Другог светског рата немачки Вермахт је користио карабинску верзију К98 Маузер.

## Историја
Фабрика Маузер, коју су основала браћа Паул и Вилхелм Маузер, је стекла репутацију једне од најбољих фабрика оружја још крајем 19. века, и одржала ју је до краја Другог светског рата. Након рата, компанија је остала у Западној Немачкој и бавила се углавном оружјем великог калибра (авионски топови и сл.). Прва пушка којом се Маузер прославио је била „Маузер М1871" која је била и у наоружању Српске војске, највећи ударац за фирму је био то што је Немачка војска 1888. изабрала систем Манлихер за своју нову пушку, а коју је Маузер одбио да производи из личних разлога. Наредних година се компанија Маузер нашла у озбиљним финансијским проблемима и на рубу егзистенције, а спашавале су је једино куповине из иностранства, пре свега Маузерови најбољи купци (Србија, Шпанија, Турска и неке јужноамеричке земље). Повратак Маузера на сцену је означила конструкција пушке М1890 у калибру 7.65x53мм која се производила претежно у Белгији, а коју су у наоружање увеле Аргентина и Турска. Затим 1893. је конструисана пушка Маузер М1893 у примарном калибру 7x57мм коју су у наоружање увеле Шпанија, Мексико, Бразил, Чиле и Србија 1899. као и у калибру 7.65x53мм које су биле за Аргентину и Турску. Важно је напоменути да исту ту пушку производила Шведска фирма ,,Husqvarna" под ознаком „М96".
Међутим понос компаније Маузер представља управо Маузер 98, позната и као ,,Gewehr 98" или ,,Mauser 98". Ова пушка је настала 1898. као замена за дотадашње пушке М1888 познатије као „Комисијске пушке" које су прављене у систему Манлихер. У почетку се производила за метак М/88, да би се од 1905. започела производња у унапређеном калибру ,,8x57IS". Од 1898. па све до данас је произведено преко 100 милиона пушака у том систему, а војничке пушке у систему Маузера су стајале у наоружању од јужноамеричких земаља, преко Србије па све до Ирана и Кине. Прва пушка система М98 је у наоружање Српске војске ушла 1910. под именом „Маузер М910 калибра 7x57мм". После Првог светског рата, пушке система Маузер су се већ производиле ван Немачке, првенствено у Белгији и Чехословачкој.
Прва пушка система Маузер у Србији се производила под именом „М24 калибра 8x57мм" и то под лиценцом Белгијске фирме ,,FN Hernstal". Важно је напоменути да се иста таква пушка производила и у Чехословачкој,Ирану и Кини. У Југославији је произведено 680.000 пушака „М24" у периоду од 1928-41. Све до 1935. пушке „Маузер 98" првобитног модела су представљале основну службену пушку у немачкој војсци, чак је Хитлер једном приликом изјавио како је „Маузер 98" његова омиљена пушка међутим те пушке у немачкој војсци су биле превише дугачке за  нови начин ратовања тако да су конструктори одлучили да предузму нешто и тако су конструисали нову пушку под именом ,,Karabiner 98k" калибра 8x57мм и дужине 110цм.

## Верзије
Модели произведени пре Првог светског рата
- Gewehr 98 Немачки Маузер у калибру 7.92x57mm
- M1902 и M1912 Мексички Маузери у калибру 7×57mm
- M1903 Турски Маузер у калибру 7.65×53mm Argentine
- M1904 и M1912 Чилеански Маузери у калибру 7×57mm
- M1912 Колумбијски Маузер у калибру 7×57mm
- M1904 Португалски Маузер у калибру 6.5x58mm
- M1908 Бразилски Маузер у калибру 7×57mm
- M1909 Аргентински Маузер у калибру 7.65×53mm Argentine
- M1910 Српски Маузер у калибру 7×57mm

Модернизовани модели произведени после Првог светског рата
- vz. 98/22 Чехословачки Маузер у калибру 7.92×57mm
- Type 24 ,,Zhongzheng" Кинески Маузер у калибру 7.92×57mm
- vz. 24 Чехословачки Маузер у калибру 7.92×57mm
- vz. 33 Чехословачки Маузер у калибру 7.92×57mm
- M1924 Белгијски Маузер у калибру 7.92×57mm
- M24 Српски Маузер у калибру 7.92×57mm
- Karabinek wz. 1929 Пољски Маузер у калибру 7.92×57mm
- Kb wz. 98a Пољски Маузер у калибру 7.92×57mm
- К98 Маузер Немачки Маузер у калибру 7.92×57mm
- M1943 Шпански Маузер у калибру 7.92×57mm

## Корисници
- Немачко царство
- Шпанија
- Краљевина Србија
- Османско царство
- Мексико
- Пољска
- Република Кина
- Краљевина Југославија
- Иран
- Чехословачка
- Турска
- Бразил
- Аргентина
- Чиле
- Чехословачка
- Колумбија
- Краљевина Грчка
- Нацистичка Немачка